# Ла-Хагуа-дель-Пилар
Ла-Хагуа-дель-Пилар (исп. La Jagua del Pilar) — небольшой город и муниципалитет на северо-востоке Колумбии, на территории департамента Гуахира.

## Географическое положение

Муниципалитет Ла-Хагуа-дель-Пилар

Город расположен в южной части Гуахиры, на расстоянии приблизительно 113 километров к юго-юго-западу (SSW) от Риоачи, административного центра департамента. Абсолютная высота — 223 метра над уровнем моря.

Площадь муниципалитета составляет 267 км².

## Население
По данным Национального административного департамента статистики Колумбии, совокупная численность населения города и муниципалитета в 2012 году составляла 3094 человек.
Динамика численности населения города по годам:
| 2005 | 2006 | 2007 | 2008 | 2009 | 2010 | 2011 | 2012 |
| ---- | ---- | ---- | ---- | ---- | ---- | ---- | ---- |
| 2721 | 2774 | 2822 | 2885 | 2942 | 2993 | 3045 | 3094 |

Согласно данным переписи 2005 года мужчины составляли 50,7 % от населения города, женщины — соответственно 49,3 %. В расовом отношении белые и метисы составляли 96,1 % от населения города; негры, мулаты и райсальцы — 3,8 %; индейцы — 0,1 %.
Уровень грамотности среди всего населения составлял 88,4 %.

## Экономика
Основу экономики Ла-Хагуа-дель-Пилара составляет сельскохозяйственное производство. На территории муниципалитета выращивают хлопок, маниок, кукурузу и бананы.

62,5 % от общего числа городских и муниципальных предприятий составляют предприятия торговой сферы, 25 % — предприятия сферы обслуживания, 12,5 % — промышленные предприятия.